# Miraslaŭ Ramaščanka
Miraslaŭ Jur"evič Ramaščanka (in bielorusso Міраслаў Юр’евіч Рамашчанка?, in ucraino Мирослав Юрійович Ромащенко?, Myroslav Jurijovyč Romaščenko; traslitterazione anglosassone Miroslav Romaschenko; Pavlohrad, 16 dicembre 1973) è un allenatore di calcio ed ex calciatore ucraino naturalizzato bielorusso, di ruolo centrocampista.

## Biografia
Anche suo fratello Maksim è stato un calciatore, ed è padre di Nikita Romaschenko, anch'egli calciatore.